# Lorna Doone
Lorna Doone: A Romance of Exmoor là một cuốn tiểu thuyết của tác giả người Anh Richard Doddridge Blackmore, xuất bản năm 1869. Đây là một câu chuyện tình lãng mạn dựa trên một nhóm các nhân vật lịch sử và lấy bối cảnh vào cuối thế kỷ 17 ở Devon và Somerset, đặc biệt là xung quanh khu vực Exmoor của East Lyn Valley. Năm 2003, cuốn tiểu thuyết đã được liệt kê trong cuộc khảo sát The Big Read của BBC.

## Giới thiệu
Blackmore gặp khó khăn trong việc tìm nhà xuất bản, và cuốn tiểu thuyết được xuất bản lần đầu tiên vào năm 1869, trong một ấn bản ba tập giới hạn chỉ 500 bản, trong đó chỉ có 300 bản được bán. Năm sau, nó được tái bản trong một phiên bản một tập rẻ tiền và trở thành một thành công lớn về tài chính và phê bình.
Tác phẩm đã nhận được sự hoan nghênh từ nhà phê bình thời đó với Blackmore, Margaret Oliphant, và cũng như từ các nhà văn Victoria sau này bao gồm Robert Louis Stevenson, Gerard Manley Hopkins và Thomas Hardy. Được phụ nữ yêu thích, nó cũng được các độc giả nam yêu thích và được các sinh viên nam tại Yale chọn vào năm 1906 là tiểu thuyết yêu thích của họ.
Bằng văn của chính mình, Blackmore đã dựa vào phong cách "âm vị học" để tạo ra bài phát biểu của các nhân vật của mình, nhấn mạnh giọng của họ và hình thành từ. Ông đã nỗ lực hết sức, trong tất cả các tiểu thuyết của mình, trên các đối thoại và phương ngữ của các nhân vật của mình, cố gắng kể lại một cách thực tế không chỉ các cách, mà cả các âm điệu và giọng nói, trong đó các suy nghĩ và cách nói được hình thành bởi nhiều loại người sống ở Exmoor vào thế kỷ 17.
Blackmore kết hợp các sự kiện và địa điểm thực tế vào tiểu thuyết. Mùa đông vĩ đại được mô tả trong chương 41-45 là một sự kiện có thật. Bản thân ông đã theo học trường Blundell's ở Tiverton, đóng vai trò là bối cảnh cho các chương mở đầu. Một trong những nguồn cảm hứng đằng sau cốt truyện được cho là vụ bắn chết một phụ nữ trẻ tại một nhà thờ ở Chagford, Devon, vào thế kỷ 17. Không giống như nữ anh hùng trong tiểu thuyết, phụ nữ này không sống sót mà được tưởng niệm trong nhà thờ. Rõ ràng, Blackmore đã phát minh ra cái tên "Lorna", có thể dựa trên một nguồn gốc Scotland.
Theo lời nói đầu, tác phẩm là một câu chuyện tình lãng mạn và không phải là một cuốn tiểu thuyết lịch sử, bởi vì tác giả không "dám, cũng không muốn, để khẳng định cho nó phẩm giá hay làm cho nó trở nên khó khăn với hình thức một cuốn tiểu thuyết lịch sử". Như vậy, nó kết hợp các yếu tố lãng mạn truyền thống, của truyền thống tiểu thuyết lịch sử của Sir Walter Scott, của truyền thống mục vụ, các giá trị truyền thống của Victoria và của xu hướng tiểu thuyết cảm giác đương đại. Cơ sở cho sự hiểu biết lịch sử của Blackmore là Lịch sử nước Anh của Macaulay và phân tích về cuộc nổi loạn Monmouth. Cùng với các khía cạnh lịch sử là các truyền thống dân gian, chẳng hạn như nhiều truyền thuyết dựa trên cả Doones và Tom Faggus. Nhà soạn nhạc Puccini từng nghĩ đến việc sử dụng câu chuyện này làm cốt truyện cho một vở opera, nhưng đã từ bỏ ý tưởng này.